# Chelymorpha phytophagica
Chelymorpha phytophagica är en skalbaggsart som beskrevs av George Robert Crotch 1873. Chelymorpha phytophagica ingår i släktet Chelymorpha och familjen bladbaggar. Inga underarter finns listade i Catalogue of Life.